# Stanley Buckmaster
Stanley Owen Buckmaster, 1. wicehrabia Buckmaster GCVO (ur. 9 stycznia 1861, zm. 5 grudnia 1934 w Londynie) – brytyjski prawnik i polityk, członek Partii Liberalnej, minister w rządach Herberta Henry’ego Asquitha.

## Życiorys
Był trzecim synem Johna Charlesa Buckmastera z Ashleigh i Emily Goodliffe. Wykształcenie odebrał w Aldenham School oraz w Christ Church na Uniwersytecie Oksfordzkim. W 1884 r. rozpoczął praktykę adwokacką w korporacji Inner Temple. W 1902 r. został Radcą Króla. Był ławnikiem Inner Temple.
W 1906 r. został wybrany do Izby Gmin jako reprezentant okręgu Cambridge. Mandat parlamentarny utracił po wyborach 1910 r. Do Izby Gmin powrócił w 1911 r., wygrywając wybory uzupełniające w okręgu Keighley.
W 1913 r. został Radcą Generalnym Anglii i Walii. Otrzymał również tytuł szlachecki. W latach 1915–1916 był lordem kanclerzem. W 1915 r. otrzymał tytuł 1. barona Buckmaster i zasiadł w Izbie Lordów. Został również członkiem Tajnej Rady. W 1930 r. otrzymał Krzyż Wielki Królewskiego Orderu Wiktoriańskiego. W 1933 r. jego tytuł parowski podniesiono do rangi wicehrabiego.
Zmarł w 1934 r. Tytuł wicehrabiego Buckmaster odziedziczył jego najstarszy syn, Owen.